# مدرسه قدیمی هدایت
مدرسه قدیمی هدایت مربوط به اواخر دوره قاجار است و در اورمیه، بافت قدیمی شهر، خیابان امام ـ کوچه امیرنظمی واقع شده و این اثر در تاریخ ۱۵ دی ۱۳۷۵ با شمارهٔ ثبت ۱۸۳۱ به‌عنوان یکی از آثار ملی ایران به ثبت رسیده است.